# リュボフ・バラノワ＝コズィレワ
リュボフ・バラノワ＝コズィレワ（Lyubov  Vladimirovna Baranova-Kozyreva、ロシア語: Любовь Владимировна Баранова-Козырева、1929年8月27日 - 2015年6月22日）はソビエト連邦レニングラード州Bugry出身のクロスカントリースキー選手。1950年代から1960年代にかけて活躍した。

## プロフィール
1954年ノルディックスキー世界選手権の10kmとリレーで優勝、ソ連の選手として初めて世界選手権金メダリストとなった。
1956年コルティナダンペッツォオリンピックでは10kmで金メダル獲得、リレーでも銀メダルを獲得、1960年スコーバレーオリンピックでも2個の銀メダルを獲得した。
世界選手権では1958年、1962年ともに金メダル、銀メダルを1個ずつ獲得、通算で金4個、銀2個のメダルを得た。
ホルメンコーレンスキー大会では1955年に10kmで優勝、ソ連選手として初めて同大会を制した。ソビエト連邦選手権では計16個のタイトルを獲得。
現役引退後はコーチとして後進の指導に当たった。